# قهرمان دروغین

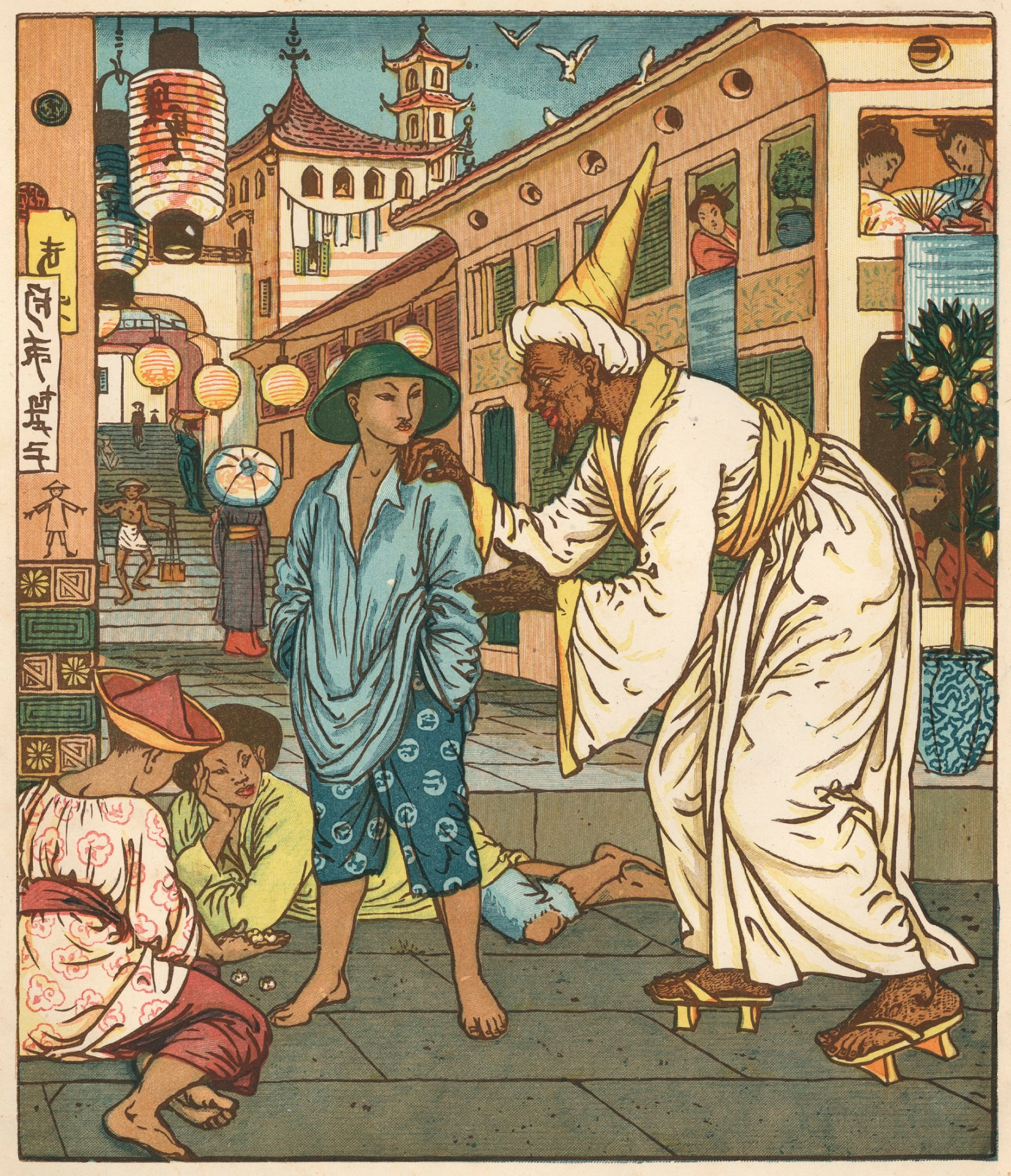
علاءالدین و جادوگر، در داستان علاءالدین. داستان با تعقیب جادوگر آغاز می‌شود که به‌دنبال چراغ جادو می گردد، اما علاءالدین بعداً به‌عنوان قهرمان داستان ظاهر می‌شود.

قهرمان دروغین (انگلیسی: False protagonist) در ادبیات داستانی یک تکنیک ادبی است، که برای ساختن طرحی تکراری یا به یاد ماندنی، و با فریب دادن پیش‌تصورات مخاطب، استفاده می‌شود، و شخصیتی را می‌سازد که تماشاگر تصور می‌کند قهرمان داستان است، اما بعداً مشخص می‌شود که این شخصیت نیست.
یک قهرمان دروغین در ابتدای اثر داستانی به‌عنوان شخصیت اصلی معرفی می‌شود، اما بعدتر با کشته شدن (به‌دلیل شوک یا به‌عنوان یک پیچش داستانی) یا از نظر نقش در داستان، از بین می‌رود. قهرمانان دروغین شخصیت‌هایی کوچک هستند، شخصیتی که داستان را ترک می‌کند، یا نشان می‌دهد که واقعاً آنتاگونیست هستند.